# Raillietina cesticillus
Raillietina cesticillus är en plattmaskart som först beskrevs av Raffaele Molin 1858.  Raillietina cesticillus ingår i släktet Raillietina och familjen Davaineidae. Inga underarter finns listade i Catalogue of Life.